# Lạc đà Guanaco
Lạc đà Guanaco (Lama guanicoe) là một loài động vật thuộc họ Lạc đà gốc Nam Mỹ, có chiều cao đến vai khoảng 107 đến 122 cm (3,5 đến 4 foot) và cân nặng khoảng 90 kg (200 lb). Mặc sắc cơ thể của chúng biến đổi rất ít (khác với loài Lạc đà không bướu), từ màu nâu nhạt cho đến màu quế sẫm và ở bụng thì có màu trắng. Lạc đà Guanaco có mặt màu xám và tai thẳng nhỏ. Cái tên gốc guanaco bắt nguồn từ wanaku (trước đây phát âm là huanaco) trong tiếng Quechua, một ngôn ngữ Nam Mỹ. Con guanaco non được gọi là chulengo.